# Église Saint-André de Besse-et-Saint-Anastaise
L'église Saint-André est une église catholique située à Besse-et-Saint-Anastaise, en France.

## Localisation
L'église est située dans le département français du Puy-de-Dôme, sur la commune de Besse-et-Saint-Anastaise.

## Historique
L'édifice est classé au titre des monuments historiques en 1886.

## Mobilier
Les stalles du chœur ont des miséricordes sculptées.